# Bjørnafjorden
Bjørnafjorden ist eine Kommune im norwegischen Fylke Vestland. Sie entstand am 1. Januar 2020 im Zuge der Kommunalreform in Norwegen durch den Zusammenschluss der beiden Kommunen Os und Fusa. Administratives Zentrum der Kommune ist Osøyro, allerdings befinden sich weiterhin Teile der Verwaltung im ehemaligen Zentrum der Kommune Fusa, Eikelandsosen.

## Geographie
Die Kommune liegt am namensgebenden Bjørnafjord mit seinen Seitenarmen Lysefjord, Samnangerfjord, Eikelandsfjord und Sævareidfjord an der Mündung des Hardangerfjordes. Sie grenzt im Norden an Bergen und Samnanger, im Osten an Kvam, im Süden an Kvinnherad und Tysnes und im Westen an Austevoll. Höchste Erhebung ist der Tveitakvitingen mit 1299 Metern Höhe.

### Verkehr
Bjørnafjorden liegt an der Europastraße 39, welche im Westen Norwegens die Städte Kristiansand, Stavanger, Haugesund, Bergen und Trondheim miteinander verbindet. Fährverbindungen bestehen nach Süden von Halhjem nach Sandvikvåg in der Kommune Fitjar (Teil der E39) und nach Våge in der Kommune Tysnes. Die Fähre von Hatvik nach Venjaneset verbindet die beiden Gemeindeteile von Bjørnafjorden.

## Name und Wappen
Um einen Namen für die neue Kommune zu finden, wurden die Einwohner der beiden Kommunen aufgefordert, Vorschläge einzureichen. Die beliebtesten Vorschläge Bjørnafjorden/Bjørnefjorden, Mid(t)hordland und Os & Fusa wurden dem Språkrådet vorgelegt, dessen Empfehlungen in Norwegen viel Beachtung finden. Im August 2017 wurde schließlich der Name Bjørnafjorden gewählt, auch, da dieser die Möglichkeit für weitere Eingemeindungen, beispielsweise von Tysnes, zuließe.
Das Gemeindewappen wurde ebenfalls in einem Wettbewerb bestimmt und von einem örtlichen Goldschmied gestaltet. Dargestellt wird ein Oselvar, ein typisches Boot für die Gegend, über zwei stilisierten Wellen, die auch an die Gletschertöpfe in Fusa oder die Rosenmalerei in Os erinnern sollen.